# Міцуїсі Котоно
Міцуісі Котоно (яп. 三石 琴乃) — японська сейю.

## Біографія
Народилася Котоно Міцуісі 8 грудня 1967 року в префектурі Сайтама, розташованій на північ від Токіо, свого роду спальному районі японської столиці. Талант Міцуісі розквітнув на початку дев'яностих років ХХ сторіччя, що ознаменувалися різким підйомом популярності професії сейю. Першим проривом в її кар'єрі стало озвучування Усаґі Цукіно, головної героїні ТБ-серіалу «Сейлор Мун». Приблизно у той же період актриса брала участь в OVA-серіалі «Idol Defence Force Hummingbird», створивши разом з іншими сейю музичну групу «Hummingbird», чий успіх відкрив багатьом сейю дорогу на естраду вона брала участь ще в двох подібних групах — «Peach Hips», що складалася з сейю «Сейлор Мун», та «Angels», що складалася з сейю «Voogie's Angel»).

## Роботи
Голос Міцуісі Котоно можна почути більш ніж в ста двадцяти ТБ-серіалах, OAV-серіалах і повнометражних фільмах. Вона брала участь в таких аніме як — «Noir», «Zaion: I Wish You Were Here», «X/1999», «Sugar: A Little Snow Fairy», «Sailor Moon», «Revolutionary Girl Utena», «Puni Puni Poemy», «Євангеліон», «Mobile Suit Gundam Seed», «Крутий учитель Онідзука», «Сталевий алхімік», «Fruits Basket», «Darkside Blues», «Blue Seed», «Angelic Layer», «Those Who Hunt Elves» та багатьох інших.

### Відеоігри
- Danganronpa 2: Goodbye Despair — Пеко Пекояма[1]